# 2017年夏季世界大学生运动会中国代表团

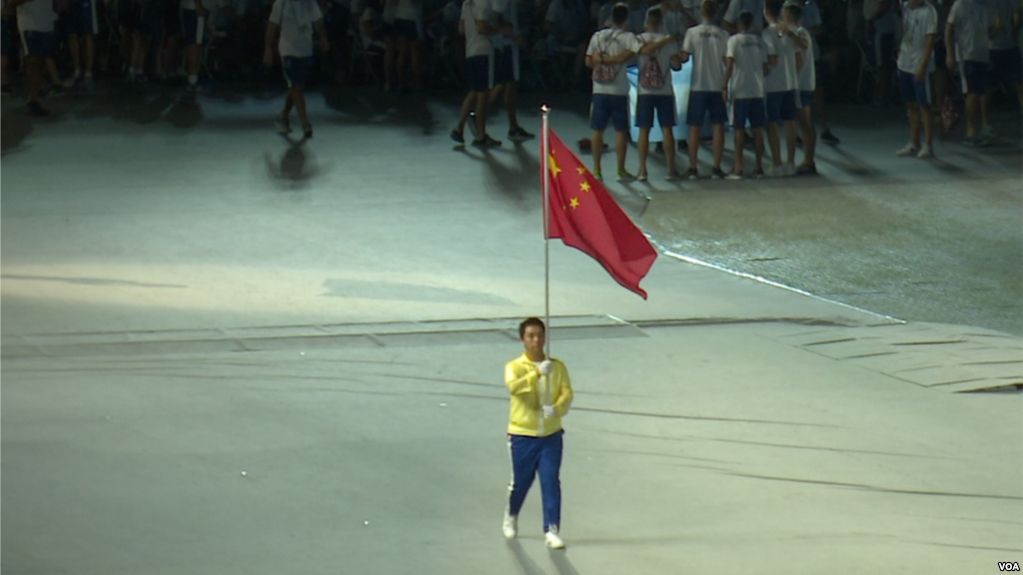
中国代表团缺席开幕式，由工作人员举国旗进场

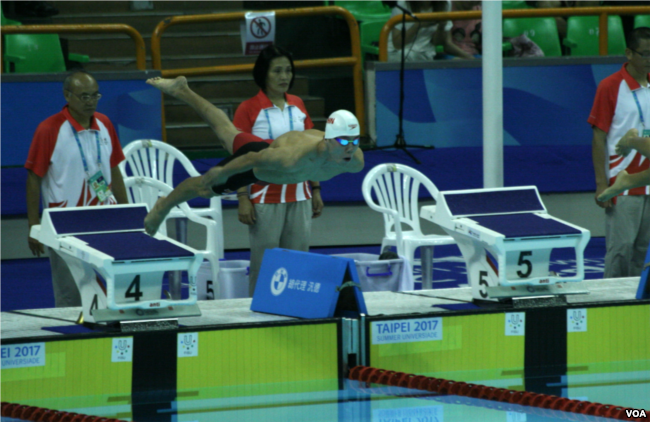
男子800米自由泳选手马日欣

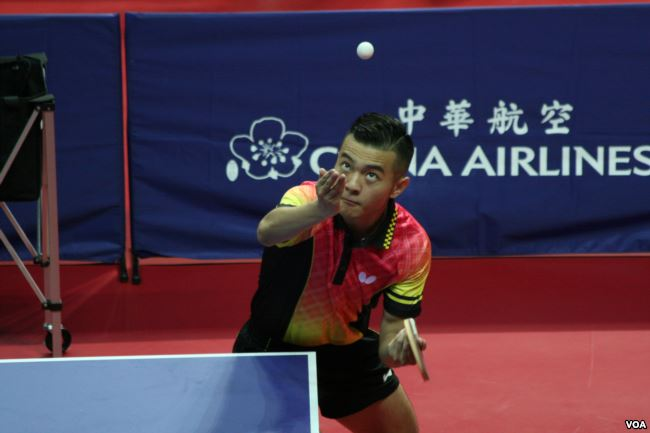
乒乓球选手朱霖峰

2017年夏季世界大学生运动会中国代表团是由中华人民共和国所派出参加2017年8月19日至30日在中華民國和臺北市举行的2017年夏季世界大学生运动会代表团。一共有101名选手参加个人赛事，其中95%的选手是学生运动员，90%首次参赛。代表团的首席赞助商为乔丹体育。
2017年5月，中国代表团并没有参加团体赛抽签仪式，放弃男女篮、男女足、男女排、男女水球与棒球等九个团体赛项目。国际大学运动总会表示，因世大运团体赛与中华人民共和国全国运动会、中华人民共和国学生运动会时间上有冲突，因此无法参赛。亦没有报名乒乓球单打比赛。
赛前，中国大学生体育代表团团长薛彦青表示，本次代表团没有金牌目标和成绩指标。8月19日，中国代表团称因飞机延误，技术性缺席开幕式，由工作人员举国旗进场。8月30日，中国代表团又缺席闭幕式，仅国旗入场。

## 奖牌榜
| 奖牌 | 得主                               | 项目     | 赛事                 | 日期          |
| ---- | ---------------------------------- | -------- | -------------------- | ------------- |
| 金牌 | 潘宇烁                             | 滑轮溜冰 | 男子速度过桩         | 2017年8月25日 |
| 金牌 | 陈鑫、孔令轩、赖佳新、子洋、朱霖峰 | 乒乓球   | 男子团体             | 2017年8月26日 |
| 金牌 | 李孟南                             | 武术     | 男子长拳             | 2017年8月27日 |
| 金牌 | 孔繁辉                             | 武术     | 男子太极拳太极剑全能 | 2017年8月28日 |
| 金牌 | 吴梦瑶                             | 武术     | 女子太极拳太极剑全能 | 2017年8月28日 |
| 金牌 | 李孟南                             | 武术     | 男子刀术棍术全能     | 2017年8月29日 |
| 金牌 | 赖柳燕                             | 武术     | 女子南拳南刀全能     | 2017年8月29日 |
| 金牌 | 袁鹏                               | 武术     | 男子52公斤级散打     | 2017年8月29日 |
| 金牌 | 蒋先婷                             | 武术     | 女子60公斤级散打     | 2017年8月29日 |
| 銀牌 | 刘凤                               | 举重     | 女子53公斤级         | 2017年8月21日 |
| 銀牌 | 張新                               | 田径     | 女子20公里竞走       | 2017年8月26日 |
| 銀牌 | 中华人民共和国                     | 田径     | 女子团体20公里竞走   | 2017年8月26日 |
| 銀牌 | 傅鹭娜                             | 田径     | 女子三级跳远         | 2017年8月27日 |
| 銀牌 | 赵福祥                             | 武术     | 男子60公斤级散打     | 2017年8月29日 |
| 銀牌 | 李胜男                             | 武术     | 男子80公斤级散打     | 2017年8月29日 |
| 銅牌 | 吴华英、唐煜琪、季禹含             | 跆拳道   | 女子团体             | 2017年8月21日 |
| 銅牌 | 孙晨、王姝、郑诗畅、周欣彤         | 乒乓球   | 女子团体             | 2017年8月25日 |

## 外部連結
- NUSF Overview - People's Republic of China

 本文全部或部分内容来自美国联邦政府所属的美国之音网站。根据版权条款（英文）和有关美国政府作品版权的相关法律，其官方发布的内容属于公有领域。